# Премия Герцля от Сионистской организации Америки
Премия Герцля от Сионистской организации Америки — золотая медаль, присуждаемая с 1959 года людям, совершившим выдающиеся действия на благо сионизма. Многие рассматривают эту награду как «Нобелевскую премию сионизма».

## Лауреаты
Первым лауреатом премии в июне 1959 года стал президент Государства Израиль Ицхак Бен-Цви.
Среди лауреатов премии были:
- Лорд Бальфур (медаль вручена племяннику после его смерти) (1959) [3]
- Абба Гилель Сильвер (1960)[4]
- Эммануэль Ньюман (1961) [5] и снова в 1973 году [6]
- Луи Липски (1962)[7]
- Уинстон Черчилль (1964)[8][9]
- Гарри Трумэн (1965) [10] ,
- Залман Шазар (1967)[11][12]
- Нахум Гольдман (1968)[13]
- Лестер Пирсон (1969)[14]
- Абба Эвен (1971)[15]
- Ганс Хайв
- Давид Бен-Гурион (1972) [16]
- Аль Швиммер (1976)
- Голда Меир (1977) [17]
- Джордж Мини, лидер американского рабочего движения за многолетнюю поддержку Израиля (1978 г.) [18]
- Менахем Бегин (1980) [19]
- Шелдон Адельсон (2009) [20] .